# Pentti Ahola (Musiker)
Pentti Ahola (* 11. Januar 1929 in Helsinki; † 30. Juni 2012 ebenda) war ein finnischer Jazzpianist (auch Akkordeon).

## Leben und Wirken
Pentti Ahola spielte im Manu Teittinen Ensemble sowie  mit eigenem Trio (Pentti Aholan Yhtye, mit Hannu Jokinen und Manu Teittinen) und Quintett („Flying Home“). 1963 wirkte er als Musiker in dem Fernsehfilm Marie Octobre (Regie: Sirppa Sivori-Asp) mit. Im Bereich des Jazz war er zwischen 1952 und 1968 an fünf Aufnahmesessions beteiligt.